# CANT 26
Il CANT 26 era un biplano monomotore da turismo a due posti prodotto dall'azienda italiana Cantieri Aeronautici e Navali Triestini (CANT) alla fine degli anni venti.
Destinato al mercato dell'aviazione generale italiana del periodo venne prodotto in piccola serie ed utilizzato anche come aereo da addestramento delle scuole di volo civili.

## Storia

### Sviluppo
Nel 1928 il Ministero dell'aeronautica emise una richiesta per la realizzazione di un velivolo leggero da utilizzarsi nel ruolo di addestratore basico per le scuole di volo, come aereo da collegamento e da turismo. Al bando di concorso parteciparono la quasi totalità delle aziende di produzione aeronautica del territorio nazionale, tra cui la CANT con il suo 26 progettato dall'ingegner Raffaele Conflenti, che pur non essendone risultata vincitrice ben figurò nelle prove comparative del febbraio 1929. Alla fine furono addirittura dieci i progetti che vennero ritenuti all'altezza dei requisiti richiesti; oltre al CANT 26, il vincitore Fiat-Ansaldo A.S.1, l'AVIA FL.3, il Breda Ba.15,  il CAB C.4, il Caproni Ca.100 "Caproncino", l'IMAM Ro.5, il Macchi M.70, il Magni Vittoria ed il Piaggio P.9.

## Tecnica
Il CANT 26 era un velivolo dall'aspetto convenzionale realizzato interamente in legno, monomotore biposto caratterizzato dalla configurazione alare biplana e carrello fisso.
La fusoliera presentava due abitacoli aperti disposti in tandem, il posteriore riservato al pilota, che terminava posteriormente in una coda dall'impennaggio monoderiva.
La configurazione alare era biplana con ali di uguale misura, collegate tra loro da un sistema di montanti e tiranti, con la superiore dotata di alettoni e caratterizzate dalla possibilità di ripiegarle all'indietro per favorire l'hangaraggio.
Il carrello d'atterraggio era fisso, completato posteriormente da un pattino d'appoggio, e progettato per essere facilmente sostituibile con un paio di galleggianti per trasformare il velivolo in un idrovolante a scarponi.
La propulsione era affidata ad una varia gamma di motorizzazioni di piccola potenza, il cui abbinamento era lasciato alle preferenze del committente. In tutto negli otto esemplari realizzati vennero utilizzati cinque differenti motorizzazioni, quattro in linea ed una radiale, con una gamma di potenza compresa tra gli 85 ed i 110 CV, tutti abbinati ad un'elica bipala a passo fisso.

## Versioni
26
versione principale
26 idro
versione idrovolante a scarponi

## Utilizzatori
Germania
- Luftwaffe

operò con un esemplare requisiti dopo la firma dell'armistizio di Cassibile.
 Italia
- Regia Aeronautica

operò con un esemplare assegnato all'Addetto Aeronautico italiano in Argentina.